# Чобан, Айшегюль
Айшегюль Чобан (род. 16 декабря 1992, Конья) — турецкая тяжелоатлетка, выступающая в весе до 53 килограммов.

## Биография
Айшегюль Чобан родилась 16 декабря 1992 года в Конье в семье Али Чобана и его жены Дондю. Вследствие того, что семья Чобан была бедной, она была вынуждена учиться в школе-интернате.
Во время учёбы в школе Айшегюль заинтересовалась тяжёлой атлетикой, в этом Чобан поддерживала её преподавательница физкультуры Сибель Унлю, которая была женой тренера национальной сборной Турции по тяжёлой атлетике Талата Унлю. Последний поначалу была не совсем уверен в том, что Айшегюль станет успешной тяжелоатлеткой.
Через некоторое время, достигнув успехов в спорте, Айшегюль смогла купить дом с садом в районе Сельчуклу, в котором она живёт вместе со своими родителями. Также Айшегюль Чобан окончила лицей физического воспитания и спорта при университете Сельчук.

## Карьера
Айшегюль в состав национальной сборной в 2007 году. В том же году она установила рекорд Турции в своей весовой категории.
В 2011 году Айшегюль Чобан выиграла бронзовую медаль на чемпионате по тяжёлой атлетике, проходившем в Казани. В 2013 году она заняла четвёртое место на чемпионате Европы в Тиране . На летней Универсиаде в Казани в 2013 году Айшегюль завоевала бронзовую медаль.
В 2019 году на чемпионате Европы в Батуми в упражнение толчок турчанка подняла штангу весом 106 кг и завоевала малую бронзовую медаль чемпионата континента. 
Чемпионаты Европы
| Место  | Весовая категория | Рывок | Толчок | Всего | Место прохождения соревнований | Дата           |
| Золото | до 53 кг.         | 81,0  | 114,0  | 195,0 | Тель-Авив, Израиль             | 6 апреля 2014  |
| Бронза | до 53 кг.         | 75,0  | 105.0  | 180,0 | Казань, Россия                 | 11 апреля 2013 |
| 4-е    | до 53 кг.         | 80,0  | 105,0  | 185,0 | Тирана, Албания                | 6 апреля 2011  |

Летняя Универсиада
| Место  | Весовая категория | Рывок | Толчок | Всего | Место прохождения соревнований | Дата        |
| Бронза | до 53 кг.         | 79,0  | 110,0  | 189,0 | Казань, Россия                 | 7 июля 2013 |

Средиземноморские игры
| Место   | Весовая категория | Рывок | Толчок | Всего | Место прохождения соревнований | Дата      |
| Серебро | до 53 кг.         | 82,0  |        |       | Мерсин, Турция                 | июнь 2013 |
| Золото  | 53 kg             |       | 110.0  |       | Мерсин, Турция                 | июнь 2013 |